# سیارک ۱۲۶۷۴
سیارک ۱۲۶۷۴ (به انگلیسی: 12674 Rybalka، نامگذاری:1980RL2) دوازده هزار و ششصد و هفتاد و چهارمین سیارک کشف شده‌است که در ۷ سپتامبر ۱۹۸۰ کشف شد.
قدر مطلق سیارک برابر ۱۳٫۹۰ است.